# 阿鲁辉帖木儿
阿鲁辉帖木儿（？—1361年），元朝宗室，元太宗窝阔台第七子灭里后裔，袭封阳翟王。
早年屯守北方，至正二十年（1360年），见元朝日将崩溃，在岭北行省木儿古彻兀拥兵几十万，逼迫北方宗王叛乱。逼元顺帝交出玉玺，击败知枢密院事秃坚帖木儿。第二年，战败被部下脱欢抓获，送到元大都，被杀。

## 延伸阅读
[在维基数据编辑]
 《元史·卷206》，出自宋濂《元史》
 《新元史/卷111》，出自柯劭忞《新元史》